# Karoline Herfurth
Karoline Herfurth (n. 22 mai 1984 în Berlin) este o actriță germană.

## Filmografie
- 1995: Ferien jenseits des Mondes (TV)
- 2000: Crazy
- 2000: Küss mich, Frosch
- 2001: Mädchen, Mädchen
- 2002: Große Mädchen weinen nicht
- 2003: Mein Name ist Bach
- 2004: Mädchen, Mädchen 2 – Loft oder Liebe
- 2004: Prinzessin macht blau (TV)
- 2005: Eine andere Liga
- 2005: Anemonenherz
- 2006: Die Kinder der Flucht: Breslau brennt! (TV)
- 2006: Peer Gynt (TV)
- 2006: Das Parfum – Die Geschichte eines Mörders
- 2007: Pornorama
- 2008: Im Winter ein Jahr
- 2008: Der Vorleser
- 2008: Das Wunder von Berlin (TV)
- 2009: Berlin 36
- 2009: Acht auf einen Streich – Die Gänsemagd (TV)